# Bendeleben
Bendeleben è una frazione del comune tedesco di Kyffhäuserland.